# Strada statale 114 Orientale Sicula
La strada statale 114 Orientale Sicula (SS 114) è una strada statale italiana che collega Messina con Siracusa, passando per Catania.
Si compone di due tronchi distinti tra di loro non interconnessi: il primo, con caratteristiche di viabilità ordinaria, da Messina giunge fino nei pressi di Augusta; il secondo, separato dalla viabilità precedente al momento dell'apertura dell'autostrada Catania-Siracusa, ha caratteristiche autostradali (strada extraurbana principale) ed è connesso senza soluzione di continuità a nord con la predetta autostrada e a sud con l'autostrada A18 Siracusa-Gela. Questo tronco, oltre ad essere parte dell'itinerario principale tra Catania e Siracusa, è compreso nella strada europea E45.
Secondo un'indagine effettuata dall'ACI e dall'ISTAT nel 2006 la strada era all'ottavo posto tra le strade statali più pericolose d'Italia.

## Storia

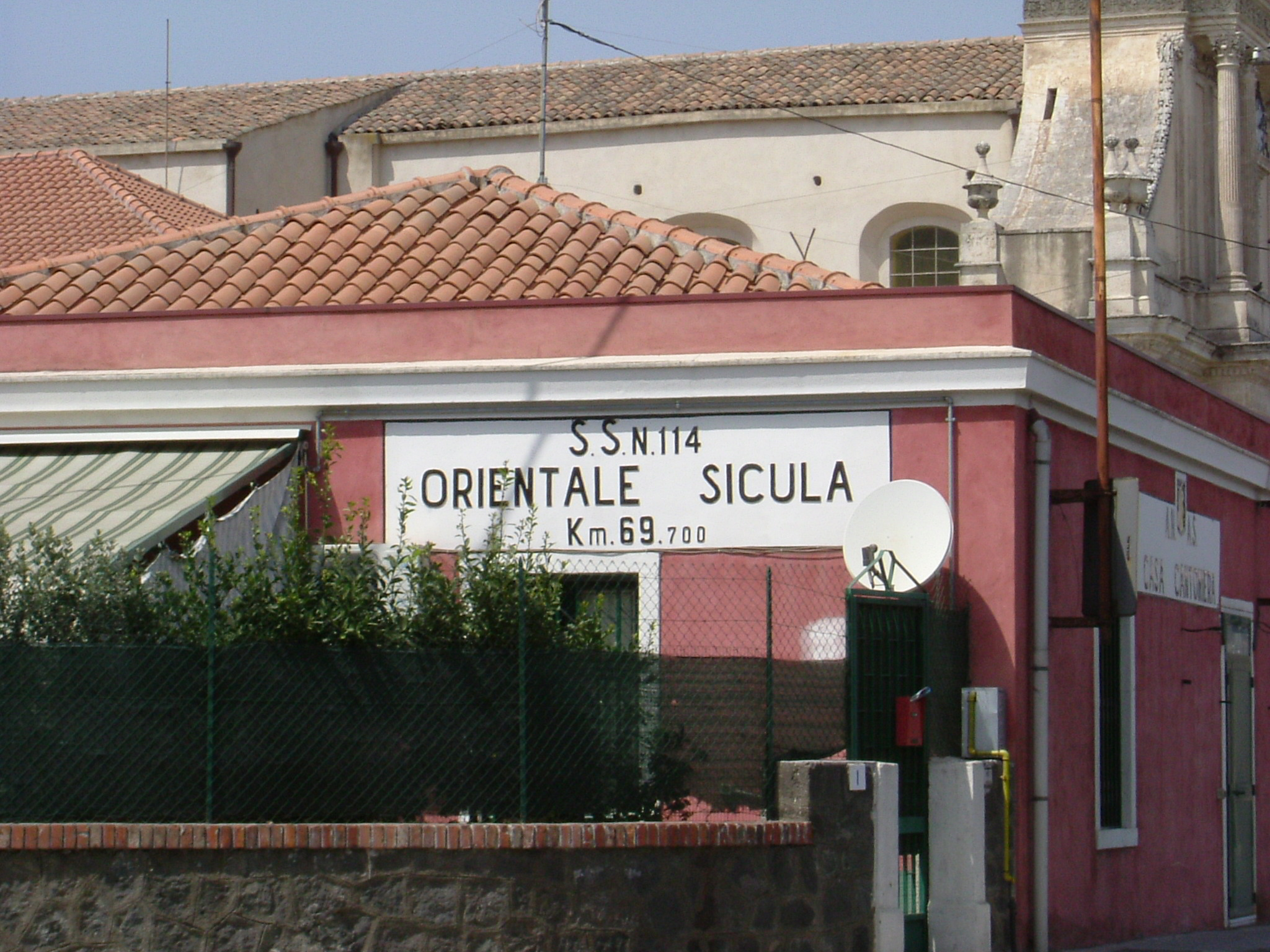
Casa cantoniera in località Trepunti, Giarre

Il percorso della strada statale 114, per lo più costiero, ricalca in buona parte quello della Strada consolare romana Pompeia.
Il percorso attuale tra Messina e Catania è in buona parte il medesimo di quello originario, ricavato nel 1928 dalla parte terminale della strada nazionale 103 Sicilia-Periferica Sicula.  Rispetto agli anni 1960 sono state realizzate tre varianti extraurbane provviste di banchine laterali tra Messina e Giampilieri Marina; in corrispondenza di Letojanni; e da Santa Maria degli Ammalati a Capo Mulini per evitare l'attraversamento del centro urbano di Acireale.
Tra Catania e Siracusa invece il percorso era originariamente radicalmente diverso ed ha subito nel corso del tempo diverse variazioni: dopo il ponte Primosole sul fiume Simeto, era classificata come strada statale 114 l'attuale strada statale 194 Ragusana fino a Lentini, non esistendo la strada lungo la costa al tempo acquitrinosa del golfo di Catania. La strada attraversava Lentini, Carlentini, Villasmundo, Melilli, Priolo lungo il percorso dell'attuale strada provinciale 95 della provincia di Siracusa. Da Priolo seguiva nuovamente la costa (attuale strada provinciale ex ss 114) fino a contrada Targia, da dove con un ampio curvone in salita entrava a Siracusa da nord. Attraverso un percorso urbano si legava alla via Elorina, inizio della strada statale 115 Sud Occidentale Sicula, nel centro di Siracusa.
La realizzazione di una nuova statale a sud di Catania è avvenuta seguendo la linea di costa senza attraversare abitati fino a Priolo. Successivamente, con la realizzazione del tronco con caratteristiche autostradali negli anni 1980, fino all'incrocio con la strada statale 124 Siracusana, il corrispondente tratto costiero è stato declassato a strada provinciale. In ultimo, il tronco a doppia carreggiata è stato brevemente prolungato verso sud, in modo da connettersi direttamente con l'autostrada Siracusa-Gela, ed è stato separato da quello a carreggiata singola con l'apertura dell'autostrada Catania-Siracusa.

## Descrizione

### Da Messina ad Augusta
Il caposaldo della strada statale 114 è posto a Messina, in piazza Cairoli, e la strada è di competenza comunale nel tratto urbano che si svolge attraverso i quartieri meridionali della città (Gazzi, Contesse, Pistunina, Tremestieri e Mili Marina). Dal km 8+300 inizia il tratto a gestione ANAS, lungo una variante realizzata intorno alla metà del XX secolo che supera i villaggi messinesi di Moleti, Galati Marina, Santa Margherita, Ponte Schiavo, Briga Marina e Giampilieri Marina. Prima di Capo Scaletta ha termine il tratto in variante e iniziano gli attraversamenti dei centri abitati lungo la costa ionica messinese, posti tra le fiumare che scendono dai monti Peloritani: Scaletta Zanclea, Itala Marina, Alì Terme, Nizza di Sicilia, Roccalumera, Furci Siculo, Santa Teresa di Riva e Sant'Alessio Siculo. La statale costituisce in tutti questi centri abitati anche il principale asse urbano, presentandosi spesso angusta e trafficata. A causa dell'assenza di viabilità costiera alternativa - ciò accade a Scaletta Zanclea e Itala Marina - la strada è a doppio senso di circolazione. In tutti gli altri comuni tra Capo Alì e Sant'Alessio Siculo esistono strade costiere urbane alternative che in un certo qual modo riescono a decongestionare il traffico veicolare; nei comuni di Nizza di Sicilia, Roccalumera, Furci Siculo e Santa Teresa di Riva, la statale è a senso unico (direzione Messina-Catania) poiché il traffico in direzione opposta è assorbito dai lungomare.
Da Sant'Alessio Siculo la strada sale con ampi tornanti a Capo Sant'Alessio (bivio per Forza d'Agrò) e da qui ridiscende fino a lambire l'abitato di Letojanni, superato in variante, e risalire a Capo Taormina (bivio per Taormina). La strada attraversa Giardini Naxos ed entra nella città metropolitana di Catania superando il fiume Alcantara, lasciandosi alle spalle i Peloritani e proseguendo lungo le pendici orientali dell'Etna.
Attraversato il territorio di Calatabiano (frazione di Lapide Pasteria) la strada giunge nell'abitato di Fiumefreddo di Sicilia, dove vi è l'intersezione con la strada statale 120 dell'Etna e delle Madonie. La strada diventa a gestione comunale negli abitati di Mascali e Giarre e riprende come statale attraversando San Leonardello, Mangano, Guardia e San Giovanni Bosco e lambendo a est Acireale, per poi passare alla competenza comunale di Aci Castello tranne per un tratto di poco più di un chilometro da Cannizzaro fino all'ingresso nord-est di Catania.
A Catania il percorso storico lungo il quale si svolge la progressiva chilometrica attraversa il centro cittadino (via Messina) e diverge dalle moderne strade di attraversamento che seguono il lungomare. Superato il centro storico di Catania, la strada prosegue per il quartiere di San Giuseppe La Rena (attraverso l'omonima via) e per la zona industriale di Pantano D'Arci (Stradale Primosole). A partire dal bivio con la Tangenziale di Catania (km 108+750) riprende la gestione ANAS, subito prima del ponte sul fiume Simeto, ricostruito tra il 2009 e il 2011. Dopo il bivio Primosole (oggi una rotatoria) con la strada statale 194 prosegue costeggiando il litorale, sabbioso fino ad Agnone Bagni e poi roccioso lungo la Costa Saracena. Nei pressi di Agnone si trova lo svincolo con la diramazione per Lentini, mentre successivamente ci sono quelli per Agnone Bagni, Brucoli e Augusta-Villasmundo. Al km 130+000 la strada, che prima proseguiva verso Siracusa, dal 2010 si innesta senza soluzione di continuità su un tratto di strada di competenza provinciale. Tale strada provinciale è costituita da un ex ramo secco della strada statale 114, che si raccorda, dopo 1,1 chilometri, con l'Asse di penetrazione di Villasmundo, che in 0,7 chilometri ulteriori immette a degli svincoli a livelli sfalsati che permettono la connessione con: il tronco della statale 114 classificato come strada extraurbana principale per Siracusa, la strada statale 193 per Augusta; l'Autostrada Catania-Siracusa per Catania.

#### Tabella percorso

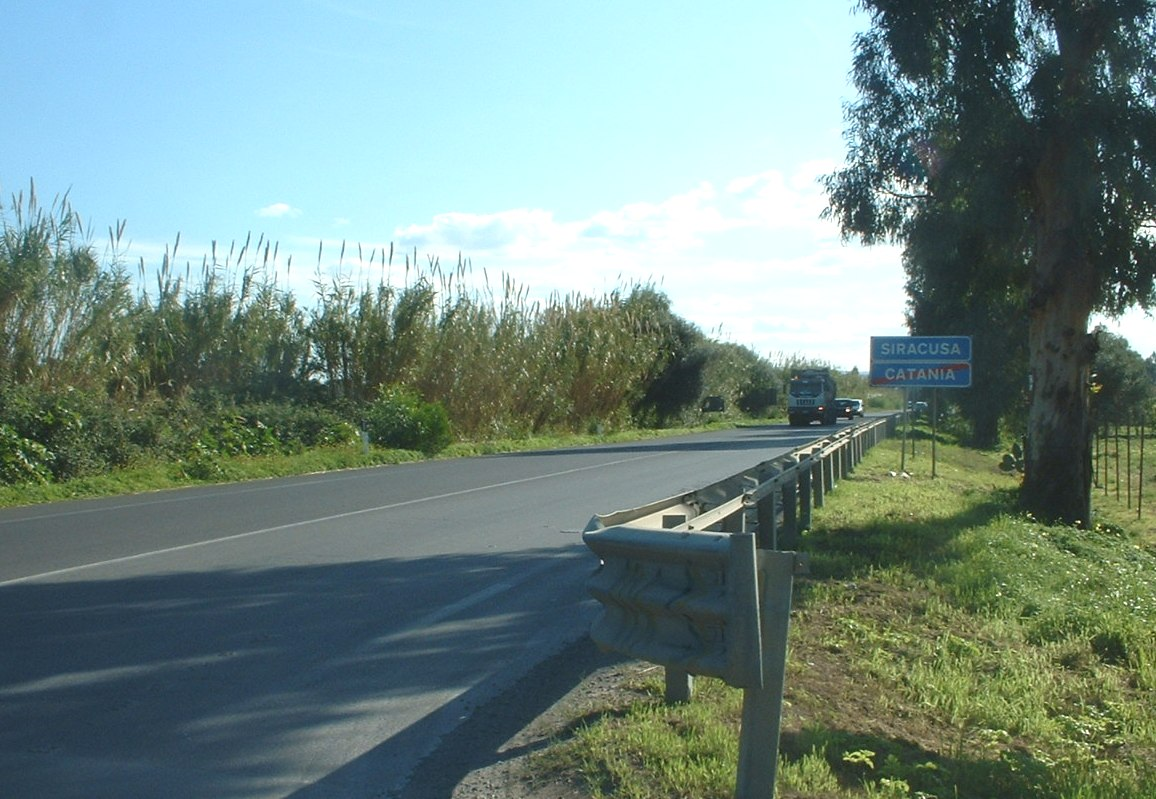
La strada in corrispondenza del confine tra le province di Catania e Siracusa in località Corridore del Pero (Carlentini)

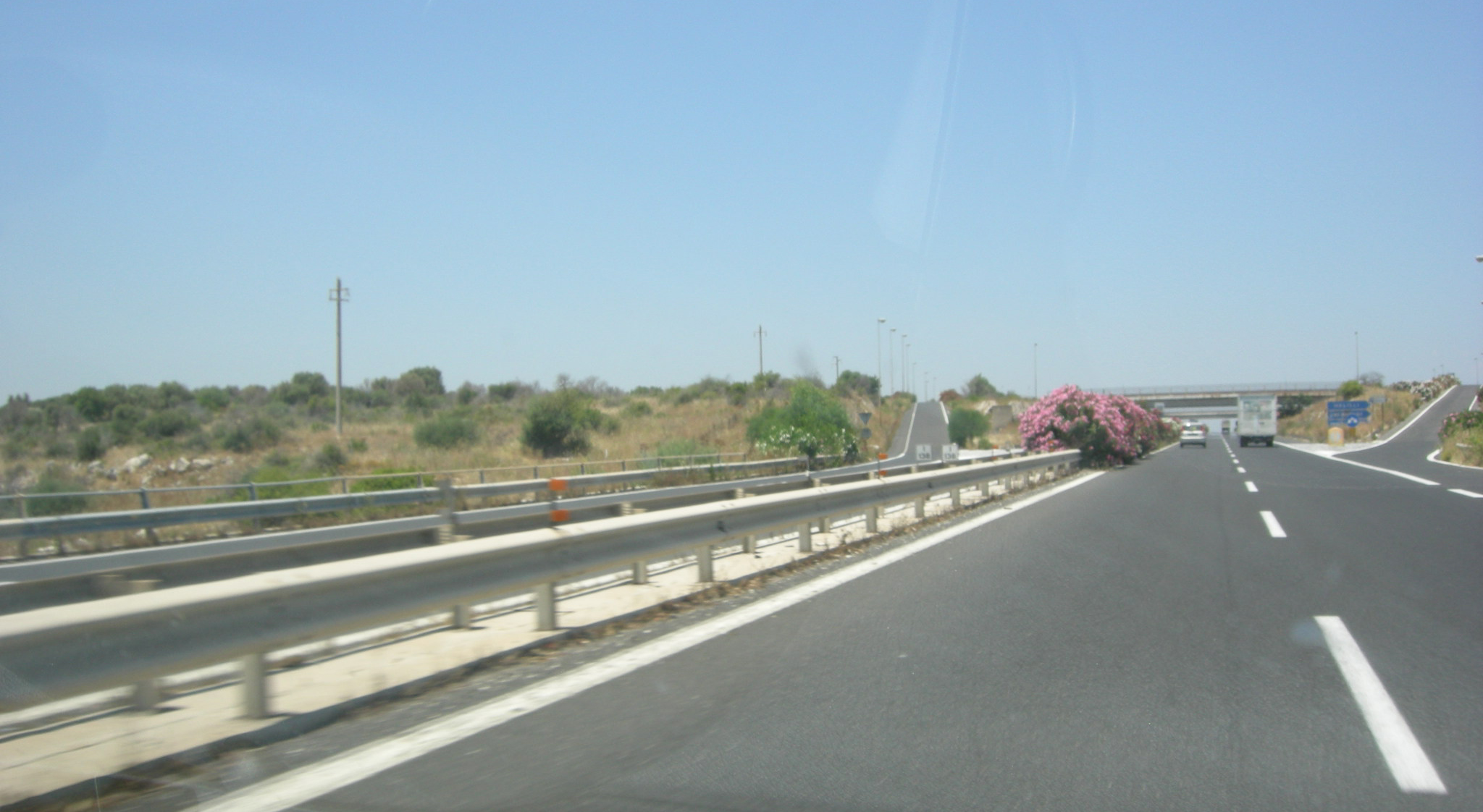
La strada in corrispondenza dello svincolo per Melilli, al chilometro 138

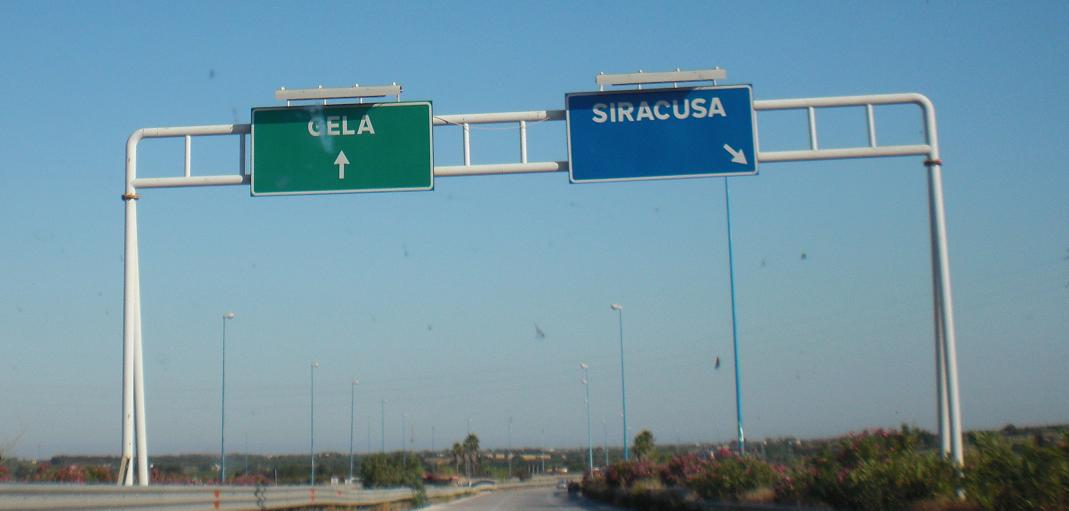
La segnaletica per lo svincolo di Siracusa e l'A18.

| Orientale Sicula tratto Messina-Augusta |                                                                               |       |           |                |
| Tipo                                    | Indicazione                                                                   | ↓km↓  | Provincia | Strada europea |
|                                         | Messina Piazza Cairoli Settentrionale Sicula Traghetti per Villa San Giovanni | 0,0   | ME        |                |
|                                         | Messina Viale Europa                                                          | 0,9   | ME        |                |
|                                         | Messina-Palermo (Svincolo di Messina sud-Tremestieri)                         | 6,6   | ME        | -              |
|                                         | per Mili San Marco, Mili San Pietro                                           | 8,3   | ME        | -              |
|                                         | Moleti                                                                        | 9,3   | ME        | -              |
|                                         | Galati Marina per Santa Margherita, Santo Stefano di Briga                    | 10,7  | ME        | -              |
|                                         | Briga Marina                                                                  | 13,5  | ME        | -              |
|                                         | Giampilieri Marina per Giampilieri, Molino, Altolia                           | 15,3  | ME        | -              |
|                                         | Capo Scaletta                                                                 | 16,5  | ME        | -              |
|                                         | Scaletta Zanclea per Scaletta Superiore                                       | 17,8  | ME        | -              |
|                                         | Itala Marina per Itala                                                        | 19,4  | ME        | -              |
|                                         | Capo Alì                                                                      | 21,8  | ME        | -              |
|                                         | Alì Terme per Alì                                                             | 23,8  | ME        | -              |
|                                         | Nizza di Sicilia per Fiumedinisi                                              | 25,8  | ME        | -              |
|                                         | Roccalumera per Pagliara, Mandanici                                           | 28,4  | ME        | -              |
|                                         | Messina-Catania (Svincolo di Roccalumera)                                     | 29,8  | ME        | -              |
|                                         | Furci Siculo                                                                  | 30,7  | ME        | -              |
|                                         | Santa Teresa di Riva per Savoca, Casalvecchio Siculo, Antillo                 | 33,2  | ME        | -              |
|                                         | Sant'Alessio Siculo per Scifì, Limina, Roccafiorita, Antillo                  | 35,4  | ME        | -              |
|                                         | Capo Sant'Alessio per Forza d'Agrò                                            | 38,2  | ME        | -              |
|                                         | Letojanni per Mongiuffi Melia, Gallodoro                                      | 43,6  | ME        | -              |
|                                         | Messina-Catania (Svincolo di Taormina) per Taormina, Castelmola               | 45,7  | ME        | -              |
|                                         | Mazzarò Isola Bella Funivia Mazzarò-Taormina                                  | 47,0  | ME        | -              |
|                                         | Capo Taormina per Taormina, Castelmola                                        | 48,2  | ME        | -              |
|                                         | Villagonia                                                                    | 49,5  | ME        | -              |
|                                         | Giardini-Naxos                                                                | 51,1  | ME        | -              |
|                                         | di Sella Mandrazzi                                                            | 52,4  | ME        | -              |
|                                         | Chianchitta-Pallio (ex SS 114) per SS 185                                     | 54,4  | ME        | -              |
|                                         | Fiume Alcantara                                                               | 54,5  | ME/CT     | -              |
|                                         | per Calatabiano                                                               | 54,5  | CT        | -              |
|                                         | Lapide Pasteria per Calatabiano                                               | 56,5  | CT        | -              |
|                                         | Fiumefreddo di Sicilia dell'Etna e delle Madonie                              | 59,1  | CT        | -              |
|                                         | Mascali                                                                       | 63,4  | CT        | -              |
|                                         | Pagliara per Riposto                                                          | 65,0  | CT        | -              |
|                                         | Santa Maria la Strada                                                         | 65,6  | CT        | -              |
|                                         | Giarre                                                                        | 67,2  | CT        | -              |
|                                         | Trepunti per Santa Venerina, Zafferana Etnea                                  | 69,7  | CT        | -              |
|                                         | San Leonardello                                                               | 71,8  | CT        | -              |
|                                         | Mangano                                                                       | 73,1  | CT        | -              |
|                                         | Guardia                                                                       | 74,9  | CT        | -              |
|                                         | San Giovanni Bosco                                                            | 75,7  | CT        | -              |
|                                         | Santa Maria degli Ammalati                                                    | 76,9  | CT        | -              |
|                                         | Acireale nord                                                                 | 78,0  | CT        | -              |
|                                         | Acireale per Santa Tecla, Scillichenti, Riposto                               | 80,4  | CT        | -              |
|                                         | Acireale sud                                                                  | 83,0  | CT        | -              |
|                                         | Capo Mulini                                                                   | 85,0  | CT        | -              |
|                                         | Aci Trezza                                                                    | 86,3  | CT        | -              |
|                                         | Aci Castello per Ficarazzi, San Gregorio di Catania                           | 88,7  | CT        | -              |
|                                         | Cannizzaro                                                                    | 90,6  | CT        | -              |
|                                         | Circonvallazione di Catania                                                   | 93,3  | CT        | -              |
|                                         | Catania Catanese                                                              | 98,7  | CT        | -              |
|                                         | Catania della Valle del Dittaino                                              | 100,9 | CT        | -              |
|                                         | Zona industriale di Catania per Lidi Plaia                                    | 105,3 | CT        | -              |
|                                         | Zona industriale di Catania                                                   | 107,3 | CT        | -              |
|                                         | Tangenziale di Catania                                                        | 108,9 | CT        | -              |
|                                         | Fiume Simeto                                                                  | 109,8 | CT        | -              |
|                                         | Bivio Primosole Ragusana                                                      | 110,2 | CT        | -              |
|                                         | della Costa Saracena                                                          | 118,8 | SR        | -              |
|                                         | per Agnone Bagni, Carlentini                                                  | 120,8 | SR        | -              |
|                                         | per Brucoli, Castelluccio, Carlentini                                         | 125,8 | SR        | -              |
|                                         | per Augusta, Villasmundo                                                      | 128,7 | SR        | -              |
|                                         | per Villasmundo, SS 114, SS 193                                               | 130,0 | SR        | -              |

### Da Augusta a Siracusa
La statale riprende come proseguimento della autostrada Catania-Siracusa con caratteristiche di strada extraurbana principale, fino al termine, che corrisponde all'inizio dell'autostrada A18 Siracusa-Modica. Lungo quest'asse si trovano gli svincoli per Augusta-Villasmundo, Sortino, Melilli, Priolo, Priolo Sud-Floridia, Siracusa Nord-Floridia e Siracusa-Floridia. Gli ultimi 2 km di questo tratto sono stati costruiti verso la fine degli anni 90 con la denominazione provvisoria Nuova strada Anas 240 di Siracusa ed oggi è classificato a tutti gli effetti come parte integrante della statale 114.

#### Tabella percorso
| Orientale Sicula tratto Augusta-Siracusa |                                                                                  |       |      |           |                |
| Tipo                                     | Indicazione                                                                      | ↓km↓  | ↑km↑ | Provincia | Strada europea |
|                                          | Catania-Siracusa                                                                 | 130,6 | 24,1 | SR        |                |
| superstrada                              | Augusta - Villasmundo di Augusta                                                 | 131,0 | 23,7 | SR        |                |
| superstrada                              | Megara Hyblaea (uscita solo direzione Siracusa) (entrata solo direzione Augusta) | 131,5 | 23,2 | SR        |                |
| superstrada                              | Sortino Zona industriale di Augusta                                              | 133,9 | 20,2 | SR        |                |
| superstrada                              | Melilli - Priolo Gargallo nord Zona industriale di Melilli-Priolo                | 137,7 | 17,0 | SR        |                |
|                                          | Area di servizio "Priolo est"                                                    | -     | 15,3 | SR        |                |
| superstrada                              | Priolo Gargallo - Cava Sorciaro                                                  | 140,7 | 14,0 | SR        |                |
| superstrada                              | Priolo Gargallo sud                                                              | 144,1 | 10,6 | SR        |                |
|                                          | Area di servizio "Priolo ovest"                                                  | 147,1 | -    | SR        |                |
| superstrada                              | Siracusa nord - Belvedere Targia - Zona commerciale                              | 147,7 | 7,0  | SR        |                |
| superstrada                              | Siracusa - Floridia - Solarino Siracusana                                        | 152,7 | 2,0  | SR        |                |
|                                          | Area di servizio "Serramendola"                                                  | 154,1 | 0,6  | SR        |                |
|                                          | Siracusa-Modica                                                                  | 154,7 | 0,0  | SR        |                |

## Interesse paesaggistico
La parte centrale del percorso offre una costante vista dell'Etna. Secondo il Touring Club Italiano i tratti di maggiore interesse paesaggistico sono quelli tra Messina e Capo Scaletta, con panorama sullo stretto di Messina, in corrispondenza di Capo Taormina, con vista sull'isola Bella e la baia di Giardini Naxos (dato l'orientamento strategico, con condizioni atmosferiche ottimali, è possibile scorgere in lontananza ad occhio nudo anche il lungomare di Catania e Augusta), di Acireale, sull'alta terrazza naturale della Timpa, e di Agnone Bagni, con vista sul litorale sabbioso fino a Catania, con l'Etna sullo sfondo.